# D (латиниця)
D — 4-а літера латинської абетки, називається «де».

## Походження
Походить від літери «дельта» грецької абетки, яка своєю чергою походить від фінікійської до давньоєврейської літери «далет», що означало «двері».

## Способи кодування
| Фонетичний алфавіт НАТО   | Фонетичний алфавіт НАТО | код Морзе                      | код Морзе    |
| Delta                     | Delta                   | -··                            | -··          |
|                           |                         |                                | ⠑            |
| Морський прапорний сигнал | Семафорна абетка        | Американська мова жестів (ASL) | Шрифт Брайля |